# Сулье, Жан Антуан
Жан Антуан Сулье (фр. Jean Antoine Soulier; 1766—1835) — французский военный деятель, бригадный генерал (1811 год), барон (1813 год), участник революционных и наполеоновских войн.

## Биография
Родился в семье Жан-Жака Сулье (фр. Jean-Jacques Soulier) и Марии Пужад (фр. Marie Françoise Élizabeth Poujade). 2 октября 1791 года поступил на военную службу и был избран сослуживцами капитаном 1-го батальона волонтёров Эро, слитого 22 октября 1793 года путём амальгамы с 129-й пехотной полубригадой. 25 мая 1796 года в ходе второй амальгамы его батальон стал частью легендарной впоследствии 32-й полубригады линейной пехоты. 18 и 19 октября 1793 года сражался у Жилетта. Отличился 13 апреля 1796 года при Миллезимо и 10 мая 1796 года при Лоди. 3 августа 1796 года ранен пулей в правую лодыжку в сражении при Лонато. В 1798 году определён в состав Восточной армии. 19 мая 1798 года погрузился на борт корабля в Тулоне и принял участие в Египетской экспедиции. Участвовал в захвате Мальты. 2 июля был при взятии Александрии. Он блестяще действовал в битвах при Шубрахите 13 июля, у Пирамид 21 июля и во время Каирского восстания 21 октября.
В начале 1799 года принимал участие в Сирийском походе. В июне он был придан штабу генерала Рампона. После победы при Абукире 17 августа 1799 года получил звание командира батальона и был отправлен в экспедицию против арабов, опустошающих северные провинции. 20 марта 1800 года отличился в сражении при Гелиополисе. По окончании сражения главнокомандующий Клебер передал ему командование провинцией и городом Мансура. 21 марта 1801 года битве при Канопусе он бесстрашно бросился в ров английского укреплённого лагеря, был ранен камнем в голову и взят в плен. Вернувшись во Францию после Люневильского мира, он получил командование депо Восточной армии, созданным в Ниме, затем присоединился к своему полку в Париже в 1-м военном округе.
30 декабря 1802 года Сулье был произведён в полковники и назначен командиром 10-й полубригады линейной пехоты. С 7 октября 1805 года его полк входил в состав 2-й пехотной дивизии Вердье Итальянской армии маршала Массена. Участвовал в кампании 1805 года. Отличился 24 ноября 1805 года в сражении при Кастельфранко. С 1806 года в рядах Армии Неаполя. Отличился при осаде Гаэты и взятии Капры. 15 августа 1810 года получил дотацию в 2000 франков ежегодной ренты с департамента Тразимено.
6 августа 1811 года произведён в бригадные генералы и отправлен в резервный наблюдательный корпус в Испании. Исполнял обязанности коменданта провинции Наварра. Отличился в боевых операциях против герильясов. 5 февраля 1812 года во главе мобильной колонны из 1300 пехотинцев, 180 лошадей и 2 пушек он был атакован у Сангуэсы генералом Миной, имевшим 5000 пехотинцев, 1000 лошадей и 2 пушки. Он вёл упорный бой в течение нескольких часов, вывел из строя 840 человек и отступил, израсходовав все свои боеприпасы. В ходе этого боя он получил два пулевых ранения в правую руку. 9 июля он неожиданно атаковал объединённые банды Лонги и Конкильо, полностью их разгромил, нанеся им потери в 300 человек убитыми и ранеными, и захватив 500 английских винтовок и большое количество боеприпасов. 27 июля взял штыком близ Артелы позицию, которую защищали 5000 человек из банд Лонги, Пинто и Мугатески, убив или ранив 800 человек, взяв в плен 40, в том числе 10 офицеров. 27 августа он принял участие в осаде и взятии Бильбао. 25 августа 1813 года переведён в Наблюдательный корпус Адидже Итальянской армии и состоял в 46-й пехотной дивизии генерала Кюнеля. Участвовал во всех операциях этой армии в Тироле, а также во время её отступления на Тальяменто. 19 октября 1813 года его бригада находилась на позиции у Оспедалетто, когда 24 октября он получил приказ отступить к Сан-Даниэлю, и к тому времени, когда он достиг этой позиции, он был атакован превосходящими силами, но ему удалось почти без потерь под защитой форта Осоппо 25 октября переправиться через Тальяменто и закрепиться в Спилимберго. 1 ноября он поменялся местами с генералом Кампи и командовал 2-й бригадой дивизии генерала Гренье под началом принца Эжена. В первой половине декабря его сменил генерал Форестье, и Сулье отправился в Алессандрию. 11 февраля 1814 года назначен командиром 1-й бригады 2-й пехотной дивизии генерала Грасьена. 7 марта служил под началом генерала Североли. 9 марта он перешёл в дивизию Мокюна и командовал 2-й бригадой. Он доблестно сражался против неаполитанских войск Мюрата и принял активное участие в победе при Таро 13 апреля. Его дивизия была расформирована 4 мая 1814 года, он был помещён в состав генерального штаба армии и 15 числа того же месяца направлен в Турин для наблюдения за эвакуацией войск.
При первой Реставрации возвратился 20 июня 1814 года с войсками генерала Гренье во Францию и с 24 июля 1814 года оставался без служебного назначения. Во время «Ста дней» присоединился к Наполеону и с 14 апреля 1815 года занимался организацией Национальной гвардии 7-го военного округа в департаменте Мон-Блан, сформировав 7 батальонов. 10 мая 1815 года возглавил 1-ю бригаду 5-й дивизии генерала Шабера в 7-м наблюдательном корпусе под командованием маршала Сюше. 10 июня корпус стал Альпийской армии. После второй Реставрации с 1 августа 1815 года оставался без служебного назначения. 18 мая и 20 июня 1818 года он получил от нового короля Неаполя на кавалера и командора королевского ордена Обеих Сицилий как свидетельство его удовлетворения умеренностью, которую он проявил во время своего пребывания в неаполитанских провинциях, где он осуществлял командование. 30 декабря 1818 года помещён в резерв Генерального штаба. 1 января 1825 года окончательно вышел в отставку. 9 января 1823 года в Ганже женился на Луизе Рандон (фр. Louise Cécile Randon; 1792—). Умер 14 апреля 1835 года в родном Ганже в возрасте 68 лет.

## Воинские звания
- Капитан (2 октября 1791 года);
- Командир батальона (17 августа 1799 года);
- Полковник (30 декабря 1802 года);
- Бригадный генерал (6 августа 1811 года).

## Титулы
- Барон Сулье и Империи (фр. baron Soulier et de l'Empire; декрет от 15 августа 1810 года, патент подтверждён 1 января 1813 года в Париже)[2][3].

## Награды
Легионер ордена Почётного легиона (11 декабря 1803 года)
 Офицер ордена Почётного легиона (14 июня 1804 года)
 Командор королевского ордена Обеих Сицилий (19 мая 1808 года)
 Коммандан ордена Почётного легиона (28 июня 1813 года)
 Кавалер ордена Военных заслуг (10 декабря 1814 года)
 Кавалер королевского ордена Обеих Сицилий (18 мая 1818 года)
 Командор королевского ордена Обеих Сицилий (20 июня 1818 года)